# Hipódromo
Hipódromo est une ville de l'Uruguay située dans le département de Cerro Largo. Sa population est de 480 habitants.

## Géographie
Hipódromo est située dans le secteur 11.

## Infrastructure
La route 26 traverse la ville.

## Population
| Année | Population |
| ----- | ---------- |
| 1963  | 318        |
| 1975  | 413        |
| 1985  | 366        |
| 1996  | 432        |
| 2004  | 480        |

,